# Pauline Therese av Württemberg
Pauline Therese Luise av Württemberg, född 4 september 1800 i Riga, död 10 mars 1873 i Stuttgart, var drottning av Württemberg mellan 1820 och 1864 som gift med kung Vilhelm I av Württemberg.

## Biografi
Pauline Therese var dotter till hertig Ludwig av Württemberg och Henriette av Nassau-Weilburg. Hon uppfostrades av sin guvernant Alexandrine des Écherolles.
Pauline gifte sig 1820 i Stuttgart med sin kusin kung Vilhelm I av Württemberg. Äktenskapet blev inte lyckligt; Vilhelm tog så småningom en älskarinna och Pauline tillbringade många år separerad från honom i Schweiz. Hon blev populär för sitt sociala arbete och grundade bland annat två vårdhem.
Nyheten att maken uteslutit henne ur sitt testamente gjorde allmänheten upprörd. 
Flera gator är uppkallade efter Pauline Therese av Württemberg.

## Barn
- Katarina (1821–1898), som med sin make och kusin Fredrik Karl av Württemberg blev mor till Vilhelm II av Württemberg
- Karl I av Württemberg (1823–1891), gift med Olga Nikolajevna av Ryssland
- Auguste Wilhelmine Henriette (1826–1898), gift med Hermann av Sachsen-Weimar